# مارینیو پرز
مارینیو پرز (انگلیسی: Marinho Peres؛ ) بازیکن فوتبال اهل برزیل است.
وی همچنین در تیم ملی فوتبال برزیل بازی کرده‌است.